# 独联体事务、海外侨民及国际人道合作署
独联体事务、海外侨民及国际人道合作署，俄語簡稱「Россотрудничество」，中文簡稱「國合署」，是俄罗斯联邦政府的一个部門，由俄罗斯外交部管辖，主要负责管理民间对外援助和文化交流，在中亚、拉丁美洲和东欧（但主要在独立国家联合体）开展业务。
该机构是俄罗斯总统德米特里·梅德韦杰夫于2008年9月6日签署的总统令创建的，目的是保持俄罗斯在独联体的影响力，并促进友好关系，增进俄罗斯的政治经济利益。
現任署長是葉夫根尼·普里馬科夫。

## 備注
1. ↑  俄語羅馬化：Federalnoye agentstvo po delam Sodruzhestva Nezavisimykh Gosudarstv, sootechestvennikov prozhivayushchikh za rubezhom, i po mezhdunarodnomu gumanitarnomu sotrudnichestvu
2. ↑  俄語羅馬化：Rossotrudnichestvo